# نشيد بنما الوطني
نشيد بنما الوطني(بالإسبانية:Himno Nacional de Panamá)، هو النشيد الوطني الرسمي لدولة بنما.